# Ferdinand von Mayerhofer

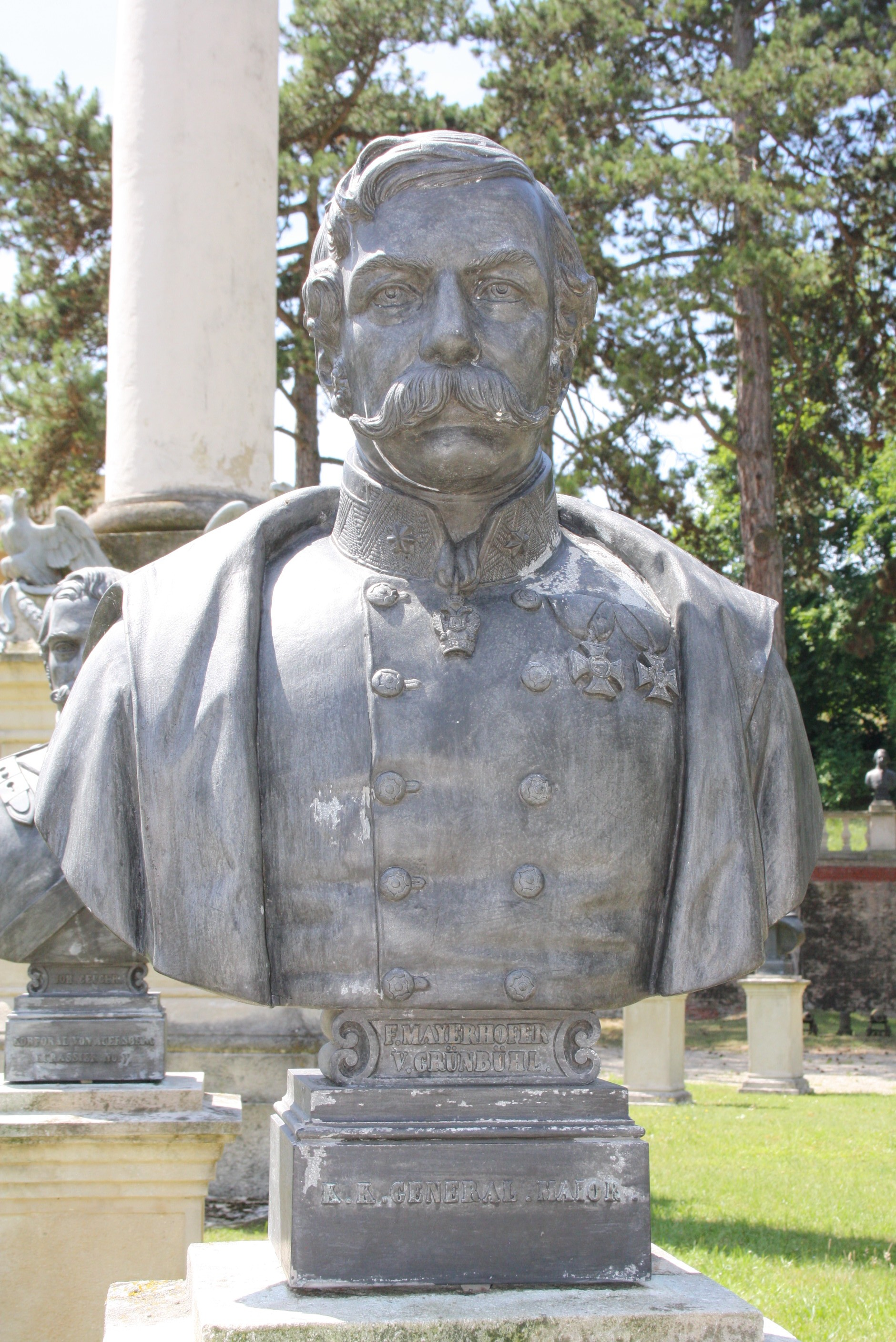
Ferdinand Freiherr von Mayerhofer

Ferdinand Mayerhofer von Grünbühel (Bécs, 1799. május 16. – Klagenfurt, 1869. március 26.) osztrák altábornagy, szerbiai konzul.

## Pályafutása
1817-től a haditengerészetnél szolgált, 1821-ben a flotta kötelékében részt vett a Nápoly elleni akcióban. 1825-ben szárazföldi haderőhöz került, a 20. gyalogezred főhadnagyaként, a bécsújhelyi katonai akadémián tanított matematikát, majd térképészeti felméréseket végzett Ausztriában, majd a vezérkarnál szolgált. 1841-ben őrnaggyá léptették elő. Részt vett az 1843-as Tirol-vorarlbergi hadjáratban, majd külügyi szolgálatba lépett, mint szerbiai konzul.
1848-ban már az 57. gyalogezred ezredese lett. Belgrádból szervezte a délvidéki szerb felkeléseket (szerb önkéntesek, felszerelés). 1848 szeptemberétől ő maga is a Délvidéken tartózkodott és Stevan Šupljikac megérkeztéig szervezte a felkelőket. 1848 december végétől Šupljikac halála miatt a délvidéki szerb csapatok főparancsnoka lett. Pancsova védelméért megkapta a Katonai Mária Terézia-rend lovagkeresztjét (bár az összecsapás előtti haditanácson a város feladását javasolja, és a siker inkább alparancsnokainak volt köszönhető). 1849-től a Szerb Vajdaságot is magába foglaló VII. katonai kerület parancsnoka lett. 1849 márciusától vezérőrnagy. Szerbiai tartózkodásának eredményeként megértően viszonyult a szerb nemzeti követelésekhez, így nem értett egyet az olmützi oktrojált alkotmánnyal, de uralkodója ellen nem tehetett semmit. 1850-ben bárói rangra emelték, a Szerb Vajdaság és Temesi Bánság alvajdája (kormányzója) lett. 1856-ban altábornagyként lépett nyugállományba.